# Pouvoir d'achat
En économie, le pouvoir d'achat est la faculté qu'a une entité humaine à fournir des biens monétaires à une entité privée ou publique (État, entreprises, etc.). Il varie en fonction des taux monétaires de la monnaie la plus puissante au monde, mais selon certains économistes il varie en fonction du PIB du pays le plus riche au monde. Il y a donc deux écoles pour déterminer la variation du pouvoir d'achat.

## Définition
Le "pouvoir d'achat" désigne la quantité d'argent qu'une personne peut économiser après avoir dépensé pour ses besoins essentiels, reflétant ainsi sa capacité à accumuler des richesses plutôt qu'à consommer.

## Montée en gamme et effet qualité
La mesure de l'évolution des prix des biens et services étant centrale pour évaluer l'évolution du pouvoir d'achat, les modalités de la première sont cruciales pour connaître la signification de l'évolution du second.
L'indice des prix est établi nécessairement dans un contexte d'offre toujours en évolution. Le mode de calcul des indices de prix consiste autant que possible à relever les prix de produits identiques ou aussi proches que possible d'une année à l'autre. Or les consommateurs, que ce soit par choix, par obligation réglementaire ou poussés par les producteurs et vendeurs de biens et services, tendent typiquement à monter en gamme : acheter des produits plus développés, plus performants, etc. Lorsque ces consommateurs substituent des biens plus développés à ceux qu'ils achetaient auparavant, leurs dépenses de consommation augmentent plus vite, ou augmentent même si l'indice des prix reste constant. Par ailleurs, les indices de prix étant composés de plusieurs familles de produits, la hausse de certaines peut être compensée par la baisse d'autres. Si le choix d'un ménage face à la baisse des prix dans un domaine comme l'informatique ou la téléphonie est de monter en gamme à budget constant, il annule l'économie potentielle prise en compte par les indices.
L'évolution de la qualité des produits peut être imposée par des changements de réglementation, comme les équipements de sécurité ou anti-pollution des automobiles, l'obligation d'équipements performants de traitement des eaux usées domestiques, individuels ou collectifs, ou les extensions obligatoires de couverture par les assurances. La qualité de ces produits et services augmente indiscutablement, et l'augmentation consécutive de leur coût n'est de ce fait pas prise en compte par les indices de prix. La montée en gamme ou « effet qualité » induit un décalage lorsque l'indice des prix vise à mesurer les prix à qualité constante. Une hausse de pouvoir d'achat ne peut pas être consommée deux fois : en qualité et en quantité.
Une montée en gamme bien réelle peut donc ne pas être perçue par les consommateurs, et de ce fait provoquer le sentiment d'une perte de pouvoir d'achat nettement supérieure à celle qui est indiquée par les statistiques qui s'y rapportent.

## Dynamique et enjeu
Si le pouvoir d'achat dépend de l'importance des revenus encaissés, cette valeur initiale peut être doublement affectée :
1. Par la fiscalité (à la hausse ou à la baisse) : le revenu perçu — diminué des impôts et contributions versés, augmenté des prestations de l’État reçues — correspond au revenu disponible ;
2. Par l'évolution des prix des biens et services (à la hausse ou à la baisse) : le revenu perçu exprimé en valeur nominale doit être corrigé des variations de prix pour donner les revenus en valeur réelle.

Hors le crédit, on ne peut consommer que ce que l’on gagne.
L'évolution du pouvoir d’achat est liée à celles des prix et des revenus (travail, capital, prestations familiales et sociales…).
Le pouvoir d'achat des particuliers peut être amélioré par des politiques publiques qui vont au-delà de la gestion fiscale. Par exemple on assiste, en France en 2022, à un plafonnement de la hausse des loyers pendant un an, des possibilités de primes défiscalisés pour les salariés ou encore des dispositifs de sécurité énergétique. Ces aides ont tendance à palier l'insuffisance des salaires et revenus d'activité, du aux crises et à l'inflation et participent aux pouvoirs d'achat des particuliers.

## Pour un pays
À l'échelle d'un pays, le pouvoir d'achat global est égal au revenu disponible brut. À long terme, il croît au même rythme que le produit national brut du pays, mesuré en volume. On fait l'hypothèse que l'appauvrissement ou l'enrichissement vis-à-vis des autres pays, lié à la somme des soldes excédentaires ou déficitaires de la balance courante, est faible par rapport au produit national brut.
À la création de la monnaie près, toute hausse du pouvoir d’achat permise par hausse de l’endettement (public ou privé) sera compensée par une future diminution du pouvoir d’achat nécessaire pour rembourser cette dette. Ce remboursement par les états des dettes publiques est repoussé dans le temps en faisant rouler la dette (emprunter pour rembourser, ce qui pour un particulier serait de la cavalerie).

## Pour un ménage
Pour un ménage, le pouvoir d'achat mesure sa capacité à consommer grâce à son revenu disponible. Il fait généralement référence aux biens et services que ce ménage peut acheter dans son pays de résidence suivant l'unité monétaire en cours. La comparaison internationale des revenus est donc relative en fonction du pouvoir d'achat réel de la monnaie dans le pays concerné (parité de pouvoir d'achat).
Selon Jean-François Jaudon, dans son livre Microcrédit et Maxiconso, il faut distinguer le pouvoir d’achat et le vouloir d’achat.Le vouloir d’achat est encouragé par le marketing, la publicité.
Le revenu disponible brut des ménages est constitué de la somme des revenus de l'ensemble des ménages, augmenté des prestations sociales en espèces : minima sociaux, allocations familiales, pensions de retraite, indemnités chômage, etc, desquels il faut soustraire les cotisations sociales et les impôts.

## Par unité de consommation
Le calcul du pouvoir d'achat par Unité de Consommation (UC) permet de mieux rendre compte des situations individuelles. Les UC sont comptabilisées dans les ménages. Le premier adulte compte pour 1 UC, les autres personnes de 14 ans et plus comptent pour 0,5 UC, les enfants de moins de 14 ans comptent pour 0,3 UC.

## Par habitant

### En Europe
En 2021, la moyenne européenne du pouvoir d'achat par habitant est de 15 055 €. Les disparités sont très importantes, il y a
un rapport de 1 à 34 entre l'Ukraine et le Liechtenstein.
Le Liechtenstein occupe la première place avec un pouvoir d’achat par habitant de 64 629 € suivi par la Suisse à 40 739 € et le Luxembourg de 35 096 €.

### En Amérique du Nord
Depuis 2008, le pouvoir d'achat s'est stabilisé à moins de 39 000 $ par habitant au Canada et 47 000 $ aux États-Unis.

### En Chine
En Chine, la parité de pouvoir d'achat est passée de 2 000 $ par habitant en 1998 à 9 000 $ en 2012.

### En France
En 2021, le pouvoir d'achat moyen en France était de 20 662 € par habitant. La France se classe au 15e rang sur les 42 pays observés.